# Kunohe-gun

Der Landkreis Kunohe (gelb) in der Präfektur Iwate

Kunohe (jap. 九戸郡, -gun) ist ein Landkreis im Nordosten der Präfektur Iwate auf Honshū, der Hauptinsel von Japan.
Im Februar 2014 umfasste der Landkreis eine Fläche von 763,87 km²; die geschätzte Einwohnerzahl betrug 36.985, die Bevölkerungsdichte mithin circa 48 Einwohner/km².
Zum Landkreis gehören Hirono (-chō), Karumai (-machi), Kunohe (-mura) und Noda (-mura).